# Herbert King-Hall
Pour les articles homonymes, voir King-Hall.
Sir Herbert Goodenough King-Hall (15 mars 1862 - 20 octobre 1936) était un amiral de la Royal Navy qui devint commandant en chef de la station du Cap de Bonne Espérance.

## Biographie

### Carrière militaire
Fils de l'amiral Sir William King-Hall, Herbert King-Hall s'engage dans la Royal Navy en 1875. Il participe à la guerre anglo-égyptienne en 1882, puis commande le navire de service spécial HMS Hearty. Promu capitaine en 1900, il participe à la seconde guerre des Boers et est cité dans les dépêches. Après la fin de la guerre en juin 1902, King-Hall reste en Afrique du Sud en tant qu'officier principal des transports au Cap. Il est nommé commandant du HMS Endymion en 1903. King-Hall est nommé directeur adjoint des renseignements navals (Naval Intelligence) en 1905 et reçoit le commandement du HMS Indomitable en 1908. Promu au rang de contre-amiral en 1909, il devient commandant en second du 2e escadron de combat avant d'être nommé commandant en chef de la station du cap de Bonne-Espérance (Commander-in-Chief, Cape of Good Hope Station) en 1913 et de servir dans ce rôle pendant la Première Guerre mondiale. Il dirige l'opération visant à détruire puis à couler avec succès le SMS Königsberg sur la rivière Rufiji en Tanzanie en juillet 1915. Sa dernière nomination fut celle d'amiral commandant des Orkneys et des Shetlands en 1918.

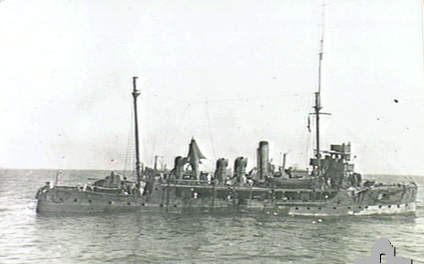
Canonnière RN de classe Bramble participant au blocus du SMS Königsberg.

### Famille
En 1905, il a épousé Lady Mabel Emily Murray, fille du vicomte Stormont (fils de William Murray, 4e comte de Mansfield). Son frère aîné était l'amiral Sir George King-Hall, son neveu l'officier de marine, écrivain, politicien et dramaturge Stephen King-Hall, sa nièce la romancière, journaliste et auteur de romans pour enfants Magdalen King-Hall.

## Décorations
- Chevalier commandeur de l'Ordre du Bain
 - Compagnon de l'Ordre du Service distingué
 - Commandeur de l'Ordre royal de Victoria

## Source
- (en) Cet article est partiellement ou en totalité issu de l’article de Wikipédia en anglais intitulé « Herbert King-Hall » (voir la liste des auteurs).